# Kevin Curtin
Kevin Curtin   (Nova Zelanda, valor desconegut) és un exfutbolista neozelandès de la dècada de 1970.
Fou internacional amb la selecció de futbol de Nova Zelanda.
Pel que fa a clubs, destacà a Mount Wellington.